# Социјална интелигенција
Социјална интелигенција је посебан вид интелигенције, који обухвата више међусобно повезаних способности као што су: емоционална осетљивост, социјална аналитичност, добра самоконтрола, социјабилност, толеранција и социјална адаптабилност. Социјална интелигенција обухвата и способност тачног препознавања и разумевања осећања других, као и проницљивост у откривању и тумачењу често скривених намера других, интерперсоналних ставова на основу приметних знакова у понашању. Неопходна је за успешан рад менаџера, политичара, психолога, социјалних радника, терапеута, адвоката, полицајаца и других који су упућени на решавање проблема појединаца и група људи.